# Volujak (Kreševo, BiH)
Volujak je naseljeno mjesto u općini Kreševo, Federacija Bosne i Hercegovine, BiH.

## Stanovništvo

### 1991.
Nacionalni sastav stanovništva 1991. godine, bio je sljedeći:
ukupno: 306
- Hrvati - 289
- Srbi - 4
- Jugoslaveni - 13

### 2013.
Nacionalni sastav stanovništva 2013. godine, bio je sljedeći:
ukupno: 208
- Hrvati - 205
- Srbi - 1
- ostali, neopredijeljeni i nepoznato - 2